# Andrzej Kalwas
Andrzej Jan Kalwas, né le 23 juin 1936 à Włocławek, est un avocat et homme d'État polonais. Il est ministre de la Justice entre septembre 2004 et octobre 2005.

## Biographie

### Formation et vie professionnelle
Il est diplômé en droit de l'université de Varsovie en 1963 et devient avocat deux ans plus tard. Entre 1983 et 1995, il est le doyen de la chambre des conseillers juridiques de Varsovie. Il a siégé par deux fois au tribunal d'État, de 1989 à 1991, et de 2002 à 2004.

### Engagement politique
Le 6 septembre 2004, Andrzej Kalwas est nommé ministre de la Justice et procureur général dans le second gouvernement minoritaire de coalition du social-démocrate Marek Belka. Du fait d'un changement de majorité, il quitte son ministère le 31 octobre 2005.